# Eric de Vries
Eric de Vries (Apeldoorn, 3 december 1960) is een voormalig Nederlands honkballer en huidig honkbalcoach en instructeur. Als pitcher stond hij bekend om zijn controle en de gevarieerdheid van zijn worpen die behalve de standaard worpen ook de knuckle ball betrof en had een langdurige loopbaan op het hoogste niveau. Als pitching coach werkte hij voor diverse hoofdklasseverenigingen en hun opleidingsteams. Hij was de pitching coach / trainer van o.a. Pioniers, HCAW, Sparta Feijenoord, L&D Amsterdam. Jong Oranje, de Nederlands Cadetten, Nederlands pupillen team (U12), Jong België en de Nationale Belgische ploeg.

## Loopbaan
De Vries, een rechtshandige werper, begon met honkbal op zesjarige leeftijd in de jeugd bij de vereniging Robur '58 in Apeldoorn. In 1976 werd hij uitgeroepen tot beste aspirant speler van Nederland en ontving voor zijn prestaties de Ron Fraser award.
Hij debuteerde in de Nederlandse hoofdklasse bij de Bussumse vereniging HCAW waar hij al op negentienjarige leeftijd uitkwam in de hoofdmacht in 1979 en tot en met 1982 zou blijven spelen. In 1981 werd hij door de bond uitgeroepen tot Meest Waardevolle Speler in de hoofdklasse. Dit was mede te danken aan zijn beheersing van zijn nieuwe pitch: de knuckleball die hij van de Amerikaan Jeff Archer had geleerd en een extra dimensie gaf aan zijn arsenaal worpen.
Van 1983 tot en met 1985 kwam hij uit voor de Giants in Diemen, daarna weer twee seizoenen in 1986 en 1987 voor HCAW en van 1988 tot 1994 kwam hij uit voor Neptunus in Rotterdam. In 1989 was hij Beste Pitcher in de hoofdklasse met een ERA van 1.80. In 1990 behaalde hij dit wederom met een ERA van 3.05. Met Neptunus won hij diverse Europa Cups.

## Nederlands team
In 1980 maakte hij zijn debuut in het Nederlands honkbalteam tijdens de Wereldkampioenschappen en zou tot 1993 hiervoor blijven uitkomen. Hij nam met het team in totaal deel aan zes Europese Kampioenschappen, vijf wereldkampioenschappen, vijf Haarlemse Honkbalweken en diverse World port tournaments in Rotterdam tot en met 1993. In 1981 werd hij uitgeroepen tot de Meest Waardevolle Speler tijdens de Europese Kampioenschappen. In 1983 gooide hij een no hitter tijdens een interland. In 1988 nam hij met het nationale team deel aan de Olympische Spelen in Seoel waar een vijfde plaats werd behaald.

## Statistieken
In zijn totale loopbaan in Nederland pitchte De Vries 258 wedstrijden waarin hij er 105 als winnend pitcher en 80 als verliezend pitcher afsloot en uiteindelijk een life time ERA van 3.18 mee behaalde. In totaal had hij 1217 strike outs in 1540 1/3 innings. In 2004 was hij de zesde meest succesvolle pitcher in de Hoofdklasse qua aantal gewonnen wedstrijden en kwam na Bart Volkerijk, Herman Beidschat, Haitze de Vries, Orlando Stewart en Craig McGinnis.

## Coach en trainer
Na zijn actieve sportloopbaan werd hij pitchingcoach voor de Pioniers van 1995 tot en met 1998. In 1998 won hij met hen het landskampioenschap. Hierna was hij succesvol pitchingcoach voor HCAW en startte 15 augustus 2008 tevens een eigen pitching school: Eric's Pitching Academy (EPA) die inmiddels is uitgegroeid tot een opleidingscentrum waar in hij meer dan drie honderd pitchers jong en oud traint en begeleidt.
In 2003 was hij de bondscoach van het Belgische nationale team tijdens de Europese Kampioenschappen van dat jaar.
In 2008 was hij pitching coach van het Nederlands Cadetten team dat Europees Kampioen werd in Viterbo in Italië en daarna coachte hij die zelfde pitching staf tijdens het Wereldkampioenschap 14 - 16 jaar in Taiwan 2009.
In 2009 werd hij ook de pitching instructeur voor de Amsterdam Pirates, coachte de Academy Midden Nederland en Rookie Team pitchers van HCAW die respectievelijk in 2011 en 2014 landskampioen werden.
In 2012 was hij de pitching coach voor de hoofdmacht en Rookieteam van UVV.
In 2015 keerde hij terug in de hoofdklasse als pitching coach bij de hoofdmacht van de Pioniers. en begeleide de jonge pitching garde van Omron Pioniers, het opleidingsteam in Hoofddorp.
Op 12 december 2015 kreeg hij uit naam van de KNBSB zijn Lifetime Achievement Award uitgereikt. 
Zijn hart en ziel zat toch veel meer in de coaching en begeleiding richting dat 'hoogste niveau' en de Vries verhuisde in 2016 naar RCH Pinguins, Heemstede dat in de overgangsklasse speelde en een goede combinatie vormde met al die pitching trainingsprogramma's van zijn EPA elite pitchers.
Van 2019 tot en met 2021 coachte en trainde hij de pitchers van de Orioles in Bergschenhoek en HCAW 2 wat het opleidingsteam in Bussum is.
In 2024 is hij weer actief als trainer en pitching coach bij HCAW 2, het opleidingsteam van Bussum.   
Frank Bos · 
Robert Eenhoorn · 
Rikkert Faneyte · 
Bill Groot · 
Gerlach Halderman · 
Jacky Jakoba · 
Marcel Joost · 
Ronald Stoovelaar · 
Thijs Vervaat · 
Bart Volkerijk · 
Eric de Vries · 
Haitze de Vries
1. ↑  Honkbalsite - De Vries nieuwe pitchingcoach bij Vaessen Pioniers